# 未来をひらく歴史
『未来をひらく歴史』（みらいをひらくれきし）は、日本・中国・韓国の研究者、中学・高校教員、大学院生、市民活動家が編集・執筆し、2005年に日本語版は高文研、韓国語版はハンギョレ新聞出版部、中国語版は社会科学文献出版社から出版された学校副教材。副題は『日本・中国・韓国=共同編集 東アジア3国の近現代史』。

## 執筆者
日本側執筆者は、板垣竜太、大日方純夫、笠原十九司、金富子、糀谷陽子、斎藤一晴、柴田健、宋連玉、田中行義、俵義文、坪川宏子、松本武祝、丸浜江里子である。

## 韓国の反響
盧武鉉大統領は、出版社から見本を取り寄せ熟読して、出版記念会に祝賀メッセージを贈り、教育部はこの本を全国各地の中学・高校の校長に寄贈した。それは盧武鉉政権支持で経営危機にある韓国語版の版元のハンギョレ新聞への実質的な経営支援ともいわれる。

## 批評
下川正晴は、『未来をひらく歴史』の朝鮮戦争の項目について、
と日本語版と韓国語版は異なっており、「半島南部の解放」戦争という朝鮮戦争観は、この教材作りに参画した日本側執筆者の旧態依然たる共産党史観であり、またブルース・カミングスに影響を受けた修正主義史観によるものとしている。盧武鉉左翼政権の韓国でも学校副教材に朝鮮戦争を「半島南部の解放」戦争と書くわけにはいかず、カメレオンのように姿を変える歴史修正主義者たちの奇々怪々さにはあきれるしかなかった、と述べている。また、朝鮮戦争における韓国、北朝鮮、中国の被害に関する言及はあるが、米兵の犠牲者についての記述はなく、東アジア3国中心主義の反米史観との批判も免れないだろうとしている。またチベット問題、天安門事件、中越戦争、文化大革命、大躍進政策も記述がないとも述べている。
下川は、「お粗末」な記述になったのは、日本側執筆者の大日方純夫が、ハンギョレ新聞（2005年5月15日）のインタビューで、「2005年春に出版することが実践的な課題だった」と発言しており、2005年の焦点の『新しい歴史教科書・改訂版』の検定・採択に対抗することが先決だったためだろうと見做している。また、歴史記述に政治的運動を介入させるなら、その歴史記述の質が、無残なまでに低下するのは明らかであり、歴史研究者としては自殺行為であり、まともな歴史研究者の中では『未来をひらく歴史』に対する評価はきわめて低い、と評している。